# 3663 Tisserand
3663 Tisserand è un asteroide della fascia principale. Scoperto nel 1985, presenta un'orbita caratterizzata da un semiasse maggiore pari a 3,1509702 UA e da un'eccentricità di 0,1701119, inclinata di 3,09605° rispetto all'eclittica.
L'asteroide è dedicato all'astronomo francese François Félix Tisserand.